# 小行星379
小行星379（379 Huenna）是一颗围绕太阳公转的小行星。1894年1月8日，奧古斯特·卡洛斯在尼斯描述了此天体。它属于司理星族小行星的一员。
該小行星以瑞典岛屿文島的拉丁语名字命名，在这个岛屿上有两个天文台。
2003年8月14日，比利时裔美国天文学家讓-呂克·馬戈利用夏威夷冒纳凯阿火山凯克天文台的望远镜发现小行星379的卫星 文衛一 S/2003 (379) 1。文衛一 的直径为7千米，距离小行星379约3400±11千米，公转周期80.8±0.36 天，轨道离心率为0.334±0.075。
这颗小行星的绝对星等为8.87等。

## 相关條目
- 小行星列表/10001-11000

## 外部連結
- Asteroid Lightcurve Database (LCDB) （页面存档备份，存于）, query form (info （页面存档备份，存于）)
- Dictionary of Minor Planet Names, Google books
- Discovery Circumstances: Numbered Minor Planets (10001)-(15000) （页面存档备份，存于） – Minor Planet Center
- 小行星379 at AstDyS-2, Asteroids—Dynamic Site
  - Ephemeris · Observation prediction · Orbital info · Proper elements · Observational info
- NASA JPL小天體瀏覽器上的小行星379

| 前一小行星： 小行星378 | 小行星列表 | 後一小行星： 小行星380 |